# Dodge Daytona
Dodge Daytona – samochód sportowy klasy średniej produkowany pod amerykańską marką Dodge w latach 1983 – 1993.

## Historia i opis modelu

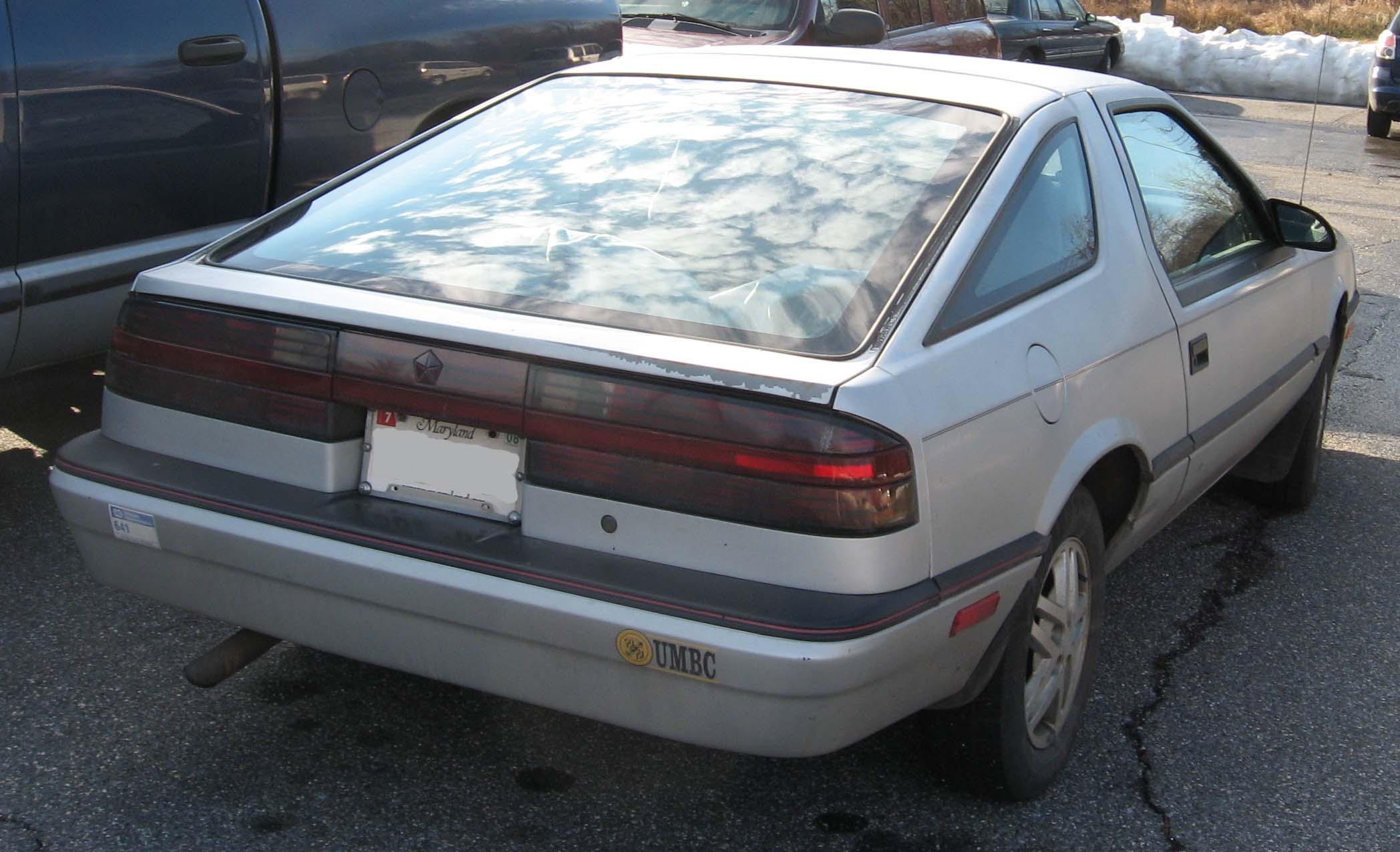
Dodge Daytona - tył

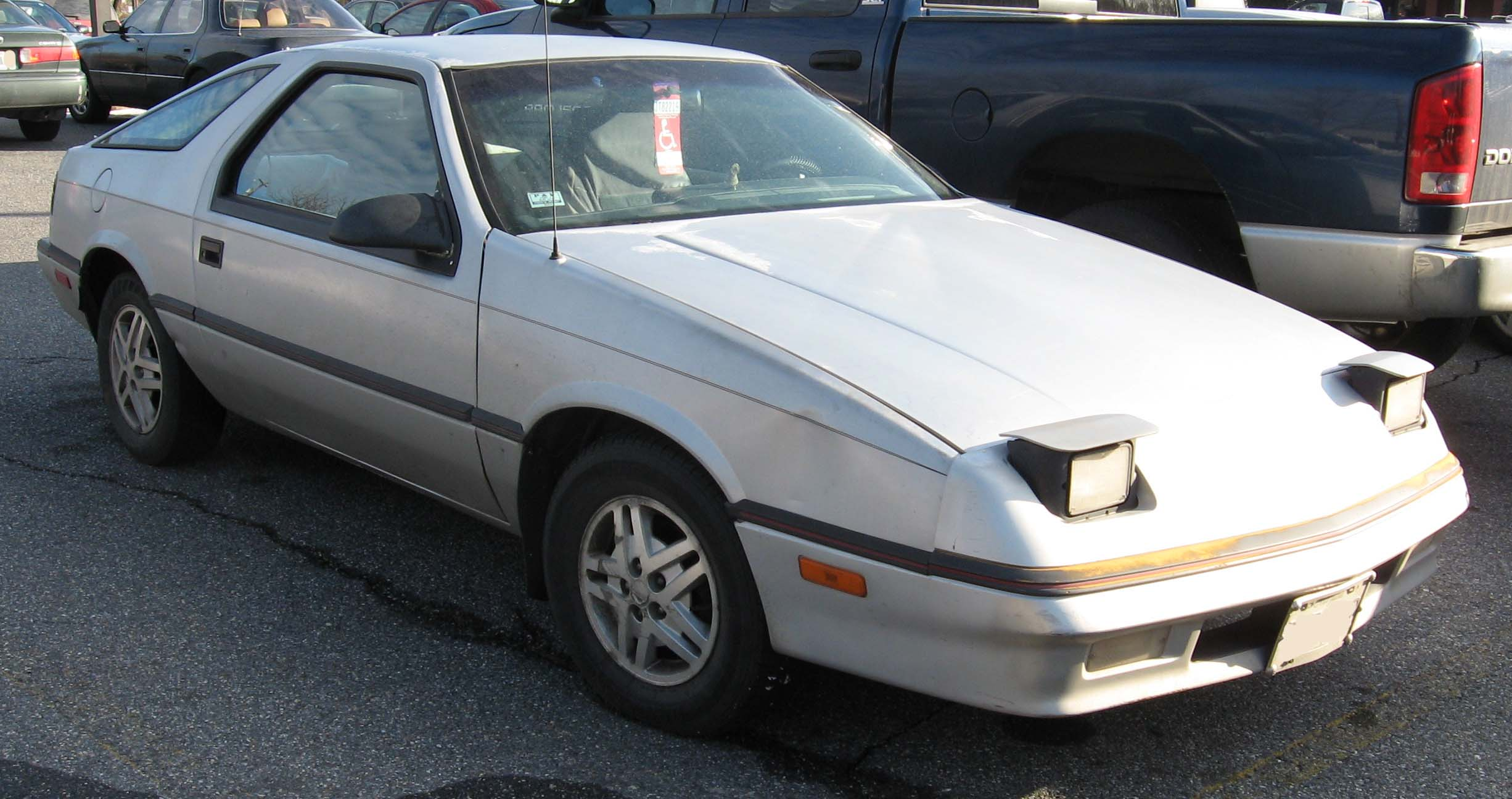
Dodge Daytona po liftingu

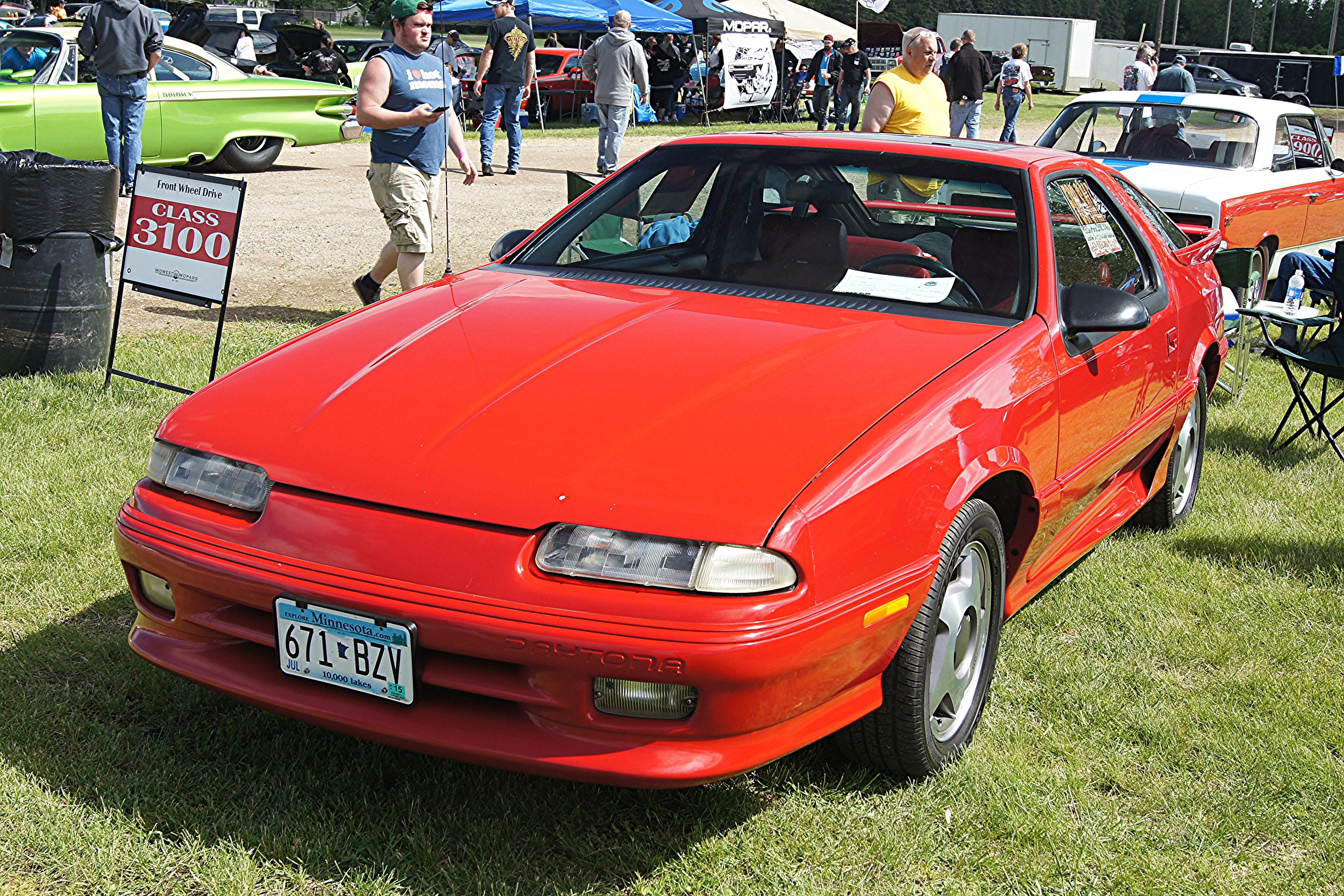
Dodge Daytona po drugim liftingu

Premierę Dodge'a Daytona poprzedziła prezentacja prototypu w 1982 roku. Seryjna konstrukcja została oparta na samonośnej, wydłużonej platformie Chryslera K-body wraz z bliźniaczym modelem Chrysler Laser. Kształt nadwozia został dostosowany do osiągnięcia jak najlepszego współczynnika oporu powietrza. Charakterystycznym elementem stała się tylna, zaokrąglona szyba i podłużne tylne lampy.

### Restylizacje
Pierwszą dużą modernizację Dodge Daytona przeszedł w 1987 roku. Zmieniono światła przednie na otwierane a tylne zaokrąglono oraz przestylizowano wszystkie owiewki i listwy boczne. Dodatkowo wzmocniono konstrukcję samonośną pojazdu przygotowując go na modele dysponujące większą mocą.
Druga, równie rozległa modernizacja została przeprowadzona w 1991 roku, kiedy to zrezygnowano z otwieranych reflektorów, ponownie zaokrąglono kształty oraz gruntownie zmieniono odświeżono projekt kabiny pasażerskiej. Dostosowując się do nowych przepisów bezpieczeństwa, dodano również do listy wyposażenia seryjnego poduszkę powietrzną dla kierowcy, oraz system ABS.

### Charakterystyka silników
- Chrysler 2.2L: najczęściej spotykana rzędowa ośmiozaworowa SOHC jednostka o pojemności 2.2 l. Mimo iż w założeniu silnik ten był projektowany jako wolnossący, produkowany był również z wielopunktowym wtryskiem i turbodoładowaniem (w kooperacji z firmą Carrolla Shelbiego) i jako taki jest najbardziej znany. W najsłabszych modelach montowany był również w połączeniu z dwugardzielowym gaźnikiem. W topowej wersji Dodge Daytona, Carroll Shelby opracował wersję z głowicą szesnastozaworową i z dwoma wałkami rozrządu, generującą moc 224 KM. Produkcję głowicy zlecono brytyjskiej firmie Lotus.
- Chrysler 2.5L: jednostka technologicznie identyczna z silnikiem 2,2 l lecz o większym skoku cylindra i wałkami balansującymi. O ile w przypadku silnika o pojemności 2,2 litra podstawowym celem była moc, to przy konstruowaniu jednostki 2,5 litra skoncentrowano się bardziej na kulturze pracy i najczęściej montowano w modelach bardziej luksusowych. Wraz z tym silnikiem często montowana była mniejsza turbosprężarka firmy Mitsubishi, wytwarzająca mniejsze ciśnienie lecz w znacznie krótszym czasie. Dzięki temu posunięciu zminimalizowano efekt turbo dziury, który jest znacznie bardziej odczuwalny w modelach wyposażonych w sprężarkę firmy Garrett T03.
- Mitsubishi 3.0L: w roku 1990 do gamy silników dodano dwunastozaworową jednostkę 3.0 V6 6G72 z wtryskiem paliwa, będącą wspólną konstrukcją firm Chrysler i Mitsubishi, stosowaną również w Chrysler Voyager i wielu innych modelach koncernu Chrysler. Niemal wszystkie modele wyposażone w ten silnik miały 4-biegową automatyczną przekładnię biegów. Blok silnika i część osprzętu są identyczne jak w modelach  Mitsubishi GT3000 i Dodge Stealth, gdzie występował z inną głowicą a w topowych wersjach z podwójnym turbo doładowaniem.

### Silniki
- R4 CARB 8v 2.2L NA: 84 KM
- R4 TBI 8v 2.2L NA: 97 KM
- R4 FI 8v 2.2 Turbo Turbo I: 142 KM
- R4 FI 8v 2.2 Intercooled Turbo II: 174 KM
- R4 FI 8v 2.2 Intercooled Turbo VNT: 174 KM
- R4 FI 16v 2.2 Intercooled Turbo III: 224 KM
- R4 FI 8v 2.5 NA: 100 KM
- R4 FI 8v 2.5 Turbo I: 146 KM
- V6 FI 12v 3.0 NA: 141 KM

### Osiągi
Shelby Z
- Moc: 174 KM / 271 Nm
- Waga: 1220 kg
- Przyspieszenie 0–100 km/h: 7,6 sek.
- Prędkość maksymalna: 217 km/h
- Przejazd na odcinku 1/4 mili: 16 sek.

2.2 Turbo 16v IROC R/T
- Moc: 224 KM / 294 Nm
- Waga: 1260 kg
- Przyspieszenie 0–100 km/h: 6,7 sek.
- Prędkość maksymalna: 237 km/h
- Przejazd na odcinku 1/4 mili: bd.

### Kalendarium
1984: Dodge Daytona Turbo. Ośmiozaworowy silnik SOHC 2.2litra Turbo I, z wielopunktowym wtryskiem paliwa, turbosprężarka Garrett generująca ciśnienie 7PSI. Wentylowane hamulce tarczowe na wszystkich kołach, sportowe zawieszenie. moc 142 km. Równocześnie produkowany jest model Laser, z bogatszym wyposażeniem, lecz bez sportowego zacięcia. Model bez turbodoładowania generował moc ok. 95 kM.
1986: Dodge Daytona Turbo II z silnikiem 2.2litra produkowanym w kooperacji z Carollem Shelby (model "Shebly Z"). Dodano chłodnicę międzystopniową, zmieniono skrzynię biegów na wzmocniony model produkowany w kooperacji z firmą Getrag, zwiększono turbodoładowanie do 12PSI z chwilowym podbiciem do 14PSI, generujący moc 174 km/280Nm oraz słabszy model 2.5litra, z mniejszą sprężarką Mitsubishi, bez interoolera generujący moc 146 kM.
1989: Chrysler/Dodge Daytona Turbo VNT z silnikiem 2.2litra, turbiną ze zmiennym kątem nachylenia łopatek. Również produkowany w kooperacji z Carollem Shelby. Rzadki model. W roku tym unowocześniony zostaje również blok silnika.
1990: Chrysler/Dodge Daytona ES z wolnossącym silnikiem V6 produkowanym w kooperacji z Mitsubishi o pojemności 3litrów, sprzedawany tylko z automatyczną skrzynią biegów. W roku tym model Daytona poddany został modernizacji, zmieniono nadwozie, wnętrze pojazdu, na liście seryjnego wyposażenia znalazły się takie punkty jak ABS i poduszka powietrzna kierowcy.
1991: Chrysler/Dodge Daytona 2.2litra DOHC, 16 zaworów, głowica zaprojektowana przez firmę Lotus. Bardzo rzadki model, przenoszący na przednią oś moc 224 km. Z tym silnikiem produkowany był również bardzo rzadki model Daytona IROC R/T.